# EHF Liga Mistrzów 2014/2015 (grupa D)
EHF Liga Mistrzów 2014/2015 - rozgrywki i tabela grupy D
| Lp. | Drużyna               | M  | Mecze | Mecze | Mecze | Bramki | Bramki | Bramki | Pkt |
| Lp. | Drużyna               | M  | W     | R     | P     | +      | −      | +/−    | Pkt |
| --- | --------------------- | -- | ----- | ----- | ----- | ------ | ------ | ------ | --- |
| 1.  | Vive Tauron Kielce    | 10 | 10    | 0     | 0     | 312    | 271    | +41    | 20  |
| 2.  | MOL-Pick Szeged       | 10 | 6     | 1     | 3     | 276    | 264    | +12    | 13  |
| 3.  | Dunkerque HBGL        | 10 | 4     | 0     | 6     | 257    | 263    | −6     | 8   |
| 4.  | Aalborg Håndbold      | 10 | 2     | 3     | 5     | 255    | 269    | −14    | 7   |
| 5.  | HK Motor Zaporoże     | 10 | 3     | 0     | 7     | 283    | 284    | −1     | 6   |
| 6.  | Kadetten Schaffhausen | 10 | 2     | 2     | 6     | 264    | 297    | −33    | 6   |

| Gospodarz \ Gość      | AAB   | DUN   | KSK   | KAD   | SZE   | ZAP   |
| Aalborg Håndbold      |       | 25:28 | 25:27 | 23:23 | 25:28 | 30:36 |
| Dunkerque HBGL        | 21:26 |       | 25:28 | 29:25 | 24:25 | 31:29 |
| Vive Tauron Kielce    | 33:26 | 36:32 |       | 33:24 | 37:32 | 30:27 |
| Kadetten Schaffhausen | 25:25 | 25:23 | 28:33 |       | 32:29 | 32:37 |
| MOL-Pick Szeged       | 23:23 | 23:21 | 26:27 | 34:24 |       | 27:26 |
| HK Motor Zaporoże     | 25:28 | 21:23 | 27:28 | 31:26 | 25:29 |       |

| 25 września 2014 | Kadetten Schaffhausen | 28:33   | Vive Tauron Kielce |                                                                                 |
| 20:00            | Manuel Liniger 7      | (14:15) | 6 Denis Buntić     | BBC Arena, Szafuza Widzów: 2030 Sędzia: Oscar Raluy Lopez Angel Sabroso Ramirez |
| 20:00            | 4× · 3×               | (14:15) | 2× · 3×            | BBC Arena, Szafuza Widzów: 2030 Sędzia: Oscar Raluy Lopez Angel Sabroso Ramirez |

| 28 września 2014 | Dunkerque HBGL       | 21:26   | Aalborg Håndbold                      |                                                                                        |
| 15:10            | Jaleleddine Touati 5 | (13:13) | 6 Isaías Guardiola · 6 Håvard Tvedten | Stades de Flandres, Dunkierka Widzów: 2300 Sędzia: Sorin-Laurentiu Dinu Constantin Din |
| 15:10            | 6× · 3×              | (13:13) | 7× · 3× · 1×                          | Stades de Flandres, Dunkierka Widzów: 2300 Sędzia: Sorin-Laurentiu Dinu Constantin Din |

| 28 września 2014 | MOL-Pick Szeged | 27:26   | HK Motor Zaporoże    |                                                                                                  |
| 19:15            | Dean Bombač 6   | (13:11) | 8 Oleksandr Szewelew | Varosi Sportcsarnok Szeged, Segedyn Widzów: 3000 Sędzia: Bogdan Nicolae Stark Romeo Mihai Stefan |
| 19:15            | 2× · 3×         | (13:11) | 4× · 3×              | Varosi Sportcsarnok Szeged, Segedyn Widzów: 3000 Sędzia: Bogdan Nicolae Stark Romeo Mihai Stefan |

| 4 października 2014 | Vive Tauron Kielce | 37:32   | MOL-Pick Szeged                |                                                                      |
| 14:00               | Karol Bielecki 6   | (18:17) | 9 Zsolt Balogh · 9 Dean Bombač | Hala Legionów, Kielce Widzów: 4000 Sędzia: Lars Geipel Marcus Helbig |
| 14:00               | 2× · 3× · 1×       | (18:17) | 3× · 2×                        | Hala Legionów, Kielce Widzów: 4000 Sędzia: Lars Geipel Marcus Helbig |

| 4 października 2014 | HK Motor Zaporoże                   | 21:23  | Dunkerque HBGL  |                                                                         |
| 18:00               | Serhij Burka 5 · Mykoła Stetsiura 5 | (10:9) | 6 Julian Emonet | Pałac Sportu, Kijów Widzów: 3000 Sędzia: Kursad Erdogan Ibrahim Ozdeniz |
| 18:00               | 1× · 3×                             | (10:9) | 3× · 2×         | Pałac Sportu, Kijów Widzów: 3000 Sędzia: Kursad Erdogan Ibrahim Ozdeniz |

| 5 października 2014 | Aalborg Håndbold | 23:23  | Kadetten Schaffhausen |                                                                       |
| 16:50               | Emil Berggren 8  | (11:8) | 7 Andrija Pendić      | Gigantium, Aalborg Widzów: 3021 Sędzia: Robert Schulze Tobias Tönnies |
| 16:50               | 2× · 3×          | (11:8) | 3× · 3×               | Gigantium, Aalborg Widzów: 3021 Sędzia: Robert Schulze Tobias Tönnies |

| 9 października 2014 | Kadetten Schaffhausen | 25:23   | Dunkerque HBGL  |                                                                         |
| 20:00               | Manuel Liniger 11     | (12:10) | 6 Pierre Soudry | BBC Arena, Szafuza Widzów: 1950 Sędzia: Oyvind Togstad Rune Kristiansen |
| 20:00               | 4× · 3×               | (12:10) | 2× · 3×         | BBC Arena, Szafuza Widzów: 1950 Sędzia: Oyvind Togstad Rune Kristiansen |

| 12 października 2014 | Aalborg Håndbold | 25:28   | MOL-Pick Szeged |                                                                   |
| 16:50                | Sander Sagosen 9 | (11:15) | 13 Zsolt Balogh | Gigantium, Aalborg Widzów: 3844 Sędzia: Óscar López Ángel Ramírez |
| 16:50                | 5× · 2×          | (11:15) | 6× · 2×         | Gigantium, Aalborg Widzów: 3844 Sędzia: Óscar López Ángel Ramírez |

| 12 października 2014 | Vive Tauron Kielce   | 30:26   | HK Motor Zaporoże |                                                                          |
| 20:00                | Krzysztof Lijewski 7 | (17:14) | 6 Serhij Burka    | Hala Legionów, Kielce Widzów: 4000 Sędzia: Nenad Nikolić Dušan Stojković |
| 20:00                | 5× · 3× · 1×         | (17:14) | 5× · 2×           | Hala Legionów, Kielce Widzów: 4000 Sędzia: Nenad Nikolić Dušan Stojković |

| 18 października 2014 | Dunkerque HBGL  | 25:28   | Vive Tauron Kielce |                                                                                   |
| 16:00                | Julian Emonet 6 | (12:14) | 7 Karol Bielecki   | Stades de Flandres, Dunkierka Widzów: 2300 Sędzia: Zigmārs Stoļarovs Renārs Līcis |
| 16:00                | 6× · 2×         | (12:14) | 2× · 2×            | Stades de Flandres, Dunkierka Widzów: 2300 Sędzia: Zigmārs Stoļarovs Renārs Līcis |

| 18 października 2014 | HK Motor Zaporoże  | 25:28   | Aalborg Håndbold                      |                                                                    |
| 17:50                | Serhij Onufrenko 9 | (13:13) | 7 Christian Jensen · 7 Håvard Tvedten | Pałac Sportu, Kijów Widzów: 2100 Sędzia: Nenad Krstić Peter Ljubić |
| 17:50                | 1× · 3×            | (13:13) | 4× · 2×                               | Pałac Sportu, Kijów Widzów: 2100 Sędzia: Nenad Krstić Peter Ljubić |

| 18 października 2014 | MOL-Pick Szeged | 34:24   | Kadetten Schaffhausen |                                                                                        |
| 18:30                | Dean Bombač 11  | (16:13) | 6 Rareș Jurcă         | Varosi Sportcsarnok Szeged, Segedyn Widzów: 3200 Sędzia: Sławe Nikołow Ǵorǵi Nachevski |
| 18:30                | 2× · 3×         | (16:13) | 7× · 3× · 1×          | Varosi Sportcsarnok Szeged, Segedyn Widzów: 3200 Sędzia: Sławe Nikołow Ǵorǵi Nachevski |

| 13 listopada 2014 | HK Motor Zaporoże                      | 31:26   | Kadetten Schaffhausen |                                                                               |
| 18:00             | Serhij Onufrienko 9 · Oleh Skopincew 9 | (18:13) | 6 Andrija Pendic      | Pałac Sportu, Kijów Widzów: 2000 Sędzia: Jan Erik Leandersson Mikael Lindroos |
| 18:00             | 3× · 3×                                | (18:13) | 3× · 3×               | Pałac Sportu, Kijów Widzów: 2000 Sędzia: Jan Erik Leandersson Mikael Lindroos |

| 15 listopada 2014 | MOL-Pick Szeged | 23:21   | Dunkerque HBGL   |                                                                                    |
| 16:00             | Zsolt Balogh 7  | (11:10) | 9 Baptiste Butto | Stades de Flandres, Dunkierka Widzów: 3100 Sędzia: Ivan Pavićević Miloš Ražnatović |
| 16:00             | 3× · 3×         | (11:10) | 1× · 3×          | Stades de Flandres, Dunkierka Widzów: 3100 Sędzia: Ivan Pavićević Miloš Ražnatović |

| 16 listopada 2014 | Aalborg Håndbold | 25:27   | Vive Tauron Kielce   |                                                                        |
| 16:50             | Emil Berggren 7  | (12:13) | 6 Krzysztof Lijewski | Gigantium, Aalborg Widzów: 3200 Sędzia: Dalibor Jurinović Marko Mrvica |
| 16:50             | 2× · 3×          | (12:13) | 3× · 2×              | Gigantium, Aalborg Widzów: 3200 Sędzia: Dalibor Jurinović Marko Mrvica |

| 20 listopada 2014 | Kadetten Schaffhausen | 32:37   | HK Motor Zaporoże |                                                                             |
| 20:00             | David Graubner 8      | (14:18) | 7 Serhij Burka    | BBC Arena, Szafuza Widzów: 2280 Sędzia: Sorin-Laurenţiu Dinu Constantin Din |
| 20:00             | 6× · 3×               | (14:18) | 5× · 3×           | BBC Arena, Szafuza Widzów: 2280 Sędzia: Sorin-Laurenţiu Dinu Constantin Din |

| 22 listopada 2014 | Dunkerque HBGL | 24:25   | MOL-Pick Szeged |                                                                                  |
| 14:30             | Kornél Nagy 6  | (12:15) | 4 Dean Bombač   | Stades de Flandres, Dunkierka Widzów: 2400 Sędzia: Matija Gubica Boris Milošević |
| 14:30             | 4× · 3× · 1×   | (12:15) | 5× · 3× · 1×    | Stades de Flandres, Dunkierka Widzów: 2400 Sędzia: Matija Gubica Boris Milošević |

| 23 listopada 2014 | Vive Tauron Kielce | 33:26   | Aalborg Håndbold |                                                                        |
| 15:10             | Denis Buntić 8     | (18:15) | 7 Sander Sagosen | Hala Legionów, Kielce Widzów: 4200 Sędzia: Andrej Gusko Siarhej Repkin |
| 15:10             | 1× · 3×            | (18:15) | 3× · 3×          | Hala Legionów, Kielce Widzów: 4200 Sędzia: Andrej Gusko Siarhej Repkin |

| 26 listopada 2014 | HK Motor Zaporoże   | 25:29   | MOL-Pick Szeged                |                                                                         |
| 18:00             | Serhij Onufrienko 8 | (12:16) | 7 Zsolt Balogh · 7 Dean Bombač | Pałac Sportu, Kijów Widzów: 1900 Sędzia: Peter Brunovský Vladimír Čanda |
| 18:00             | 2× · 3×             | (12:16) | 5× · 3×                        | Pałac Sportu, Kijów Widzów: 1900 Sędzia: Peter Brunovský Vladimír Čanda |

| 30 listopada 2014 | Vive Tauron Kielce | 33:24   | Kadetten Schaffhausen |                                                                      |
| 13:30             | Ivan Čupić 9       | (14:12) | 11 Manuel Liniger     | Hala Legionów, Kielce Widzów: 4000 Sędzia: Nenad Krstić Peter Ljubić |
| 13:30             | 1× · 3×            | (14:12) | 2× · 3×               | Hala Legionów, Kielce Widzów: 4000 Sędzia: Nenad Krstić Peter Ljubić |

| 30 listopada 2014 | Aalborg Håndbold                   | 25:28   | Dunkerque HBGL  |                                                                   |
| 16:50             | Sander Sagosen 6 · Morten Slundt 6 | (13:15) | 5 trzech graczy | Gigantium, Aalborg Widzów: 3653 Sędzia: Lars Geipel Marcus Helbig |
| 16:50             | 5× · 3× · 1×                       | (13:15) | 4× · 2×         | Gigantium, Aalborg Widzów: 3653 Sędzia: Lars Geipel Marcus Helbig |

| 4 grudnia 2014 | Kadetten Schaffhausen | 25:25  | Aalborg Håndbold                      |                                                                        |
| 20:00          | Manuel Liniger 8      | (14:9) | 6 Christian Jensen · 6 Håvard Tvedten | BBC Arena, Szafuza Widzów: 2210 Sędzia: Michael Johansson Jasmin Kliko |
| 20:00          | 6× · 3×               | (14:9) | 2× · 3×                               | BBC Arena, Szafuza Widzów: 2210 Sędzia: Michael Johansson Jasmin Kliko |

| 6 grudnia 2014 | Dunkerque HBGL   | 31:29   | HK Motor Zaporoże |                                                                                  |
| 16:00          | Baptiste Butto 9 | (17:17) | 8 Oleh Skopincew  | Stades de Flandres, Dunkierka Widzów: 2000 Sędzia: Sławe Nikołow Ǵorǵi Nachevski |
| 16:00          | 5× · 3×          | (17:17) | 3× · 3× · 1×      | Stades de Flandres, Dunkierka Widzów: 2000 Sędzia: Sławe Nikołow Ǵorǵi Nachevski |

| 6 grudnia 2014 | MOL-Pick Szeged    | 26:27   | Vive Tauron Kielce |                                                                                      |
| 20:00          | Rajko Prodanović 6 | (11:14) | 6 Karol Bielecki   | Varosi Sportcsarnok Szeged, Segedyn Widzów: 3200 Sędzia: Václav Horáček Jiří Novotný |
| 20:00          | 5× · 3×            | (11:14) | 3× · 3× · 1×       | Varosi Sportcsarnok Szeged, Segedyn Widzów: 3200 Sędzia: Václav Horáček Jiří Novotný |

| 12 lutego 2015 | Kadetten Schaffhausen | 32:29   | MOL-Pick Szeged                     |                                                                        |
| 20:00          | Manuel Liniger 8      | (19:15) | 7 Ferenc Ilyés · 7 Rajko Prodanović | BBC Arena, Szafuza Widzów: 2210 Sędzia: Michael Johansson Jasmin Kliko |
| 20:00          | 4× · 3×               | (19:15) | 3× · 3× · 2×                        | BBC Arena, Szafuza Widzów: 2210 Sędzia: Michael Johansson Jasmin Kliko |

| 14 lutego 2015 | Vive Tauron Kielce | 36:32   | Dunkerque HBGL   |                                                                                    |
| 13:30          | trzech graczy 6    | (19:15) | 5 Baptiste Butto | Hala Legionów, Kielce Widzów: 4000 Sędzia: Bogdan Nicolae Stark Romeo Mihai Stefan |
| 13:30          | 7× · 3×            | (19:15) | 2× · 3×          | Hala Legionów, Kielce Widzów: 4000 Sędzia: Bogdan Nicolae Stark Romeo Mihai Stefan |

| 15 lutego 2015 | Aalborg Håndbold | 30:36   | HK Motor Zaporoże |                                                             |
| 16:50          | Håvard Tvedten 7 | (16:16) | 9 Serhij Burka    | Gigantium, Aalborg Widzów: 3917 Sędzia: Bojan Lah David Sok |
| 16:50          | 3× · 3×          | (16:16) | 4× · 2× · 1×      | Gigantium, Aalborg Widzów: 3917 Sędzia: Bojan Lah David Sok |

| 18 lutego 2015 | HK Motor Zaporoże                  | 28:29   | Vive Tauron Kielce |                                                                           |
| 19:00          | 5 Dmytro Doroszczuk · 5 Jewhen Żuk | (19:10) | 7 Karol Bielecki   | Pałac Sportu, Kijów Widzów: 1500 Sędzia: Mirza Kurtagic Mattias Wetterwik |
| 19:00          | 3× · 2×                            | (19:10) | 2× · 3×            | Pałac Sportu, Kijów Widzów: 1500 Sędzia: Mirza Kurtagic Mattias Wetterwik |

| 21 lutego 2015 | Dunkerque HBGL                    | 29:25   | Kadetten Schaffhausen |                                                                                       |
| 16:00          | Julian Emonet 5 · Pierre Soudry 5 | (14:14) | 4 Andrija Pendić      | Stades de Flandres, Dunkierka Widzów: 2400 Sędzia: Michal Baďura Jaroslav Ondogrecula |
| 16:00          | 2× · 3×                           | (14:14) | 4× · 3×               | Stades de Flandres, Dunkierka Widzów: 2400 Sędzia: Michal Baďura Jaroslav Ondogrecula |

| 22 lutego 2015 | MOL-Pick Szeged | 23:23   | Aalborg Håndbold |                                                                                         |
| 19:00          | Márk Hegedűs 5  | (10:10) | 6 Martin Larsen  | Varosi Sportcsarnok Szeged, Segedyn Widzów: 3000 Sędzia: Zigmārs Stoļarovs Renārs Līcis |
| 19:00          | 2× · 2×         | (10:10) | 4× · 2×          | Varosi Sportcsarnok Szeged, Segedyn Widzów: 3000 Sędzia: Zigmārs Stoļarovs Renārs Līcis |